# USS Alexandria (SSN-757)
Pour les autres navires du même nom, voir USS Alexandria.
L'USS Alexandria (SSN-757) est un sous-marin nucléaire d'attaque américain de classe Los Angeles nommé d'après Alexandria en Virginie. Construit au Chantier naval Electric Boat de Groton, il a été commissionné le 29 juin 1991 et est toujours actuellement en service dans l’United States Navy.

## Culture populaire
- L'USS Alexandria apparaît dans le téléfilm Stargate : Continuum.